# دييغو خوسيه (لاعب إسكواش)
دييغو خوسيه (بالإسبانية: Diego Elías)‏ هو لاعب إسكواش بيروفي، ولد في 19 نوفمبر 1996 في ليما في بيرو.

## وصلات خارجية
- دييغو خوسيه على موقع الاتحاد الدولي لمحترفي الاسكواش (مؤرشف) (الإنجليزية)
- دييغو خوسيه على موقع SquashInfo.com (الإنجليزية)